# Rasueros
Rasueros település Spanyolországban, Ávila tartományban.  Lakosainak száma 160 fő (2024).

## Népesség
A település népessége az utóbbi években az alábbiak szerint változott:
| Lakosok száma | 330  | 297  | 275  | 258  | 238  | 211  | 201  | 182  | 168  | 160  |
|               | 2001 | 2004 | 2006 | 2009 | 2011 | 2014 | 2016 | 2019 | 2021 | 2024 |